# CSU Voința Sibiu
El CSU Voința Sibiu fue un club de fútbol rumano de la ciudad de Sibiu, fundado en 2007 y desaparecido por problemas financieros en 2012. El equipo disputaba sus partidos como local en el Stadionul Municipal y llegó a jugar una temporada en la Liga I.

## Historia
El equipo fue fundado en verano de 2007 para continuar la tradición futbolística de Sibiu tras la desaparición del FC Sibiu y el FC Inter Sibiu.
Disputó su primera temporada en Liga III en la 2009/10, en la que consiguió un histórico ascenso a Liga II tras proclamarse campeón de su grupo. En la temporada 2010/11, y pese a que el club finalizó 4º, el club ascendió a Liga I por primera vez en su historia debido a los descensos administrativos del FC Politehnica Timişoara, Gloria Bistriţa y la anulación del ascenso del Bihor Oradea.
El Voința descendió en su primera temporada en Liga I, finalizando 16º en la tabla clasificatoria con 32 puntos. Después de once jornadas disputadas en la Liga II 2012–13, el Voința renunció a continuar en el campeonato debido a su inmensa deuda, lo que certificó, a su vez, la desaparición del club.

## Jugadores

### Plantilla 2011/12
- Actualizado el 11 de septiembre de 2011

## Palmarés
Liga III:
- Campeones (1): 2009–10